# Panský dům (Uherský Brod)
Panský dům je historická budova v Uherském Brodě, postavená roku 1512. Je to jednopatrový dům s nádvorními arkádami a množstvím zajímavých architektonických detailů. Prvořadá architektura patří k nejhodnotnějším dochovaným částem historického stavebního fondu městské památkové zóny. Svým významem přesahuje hranice města.

## Historie

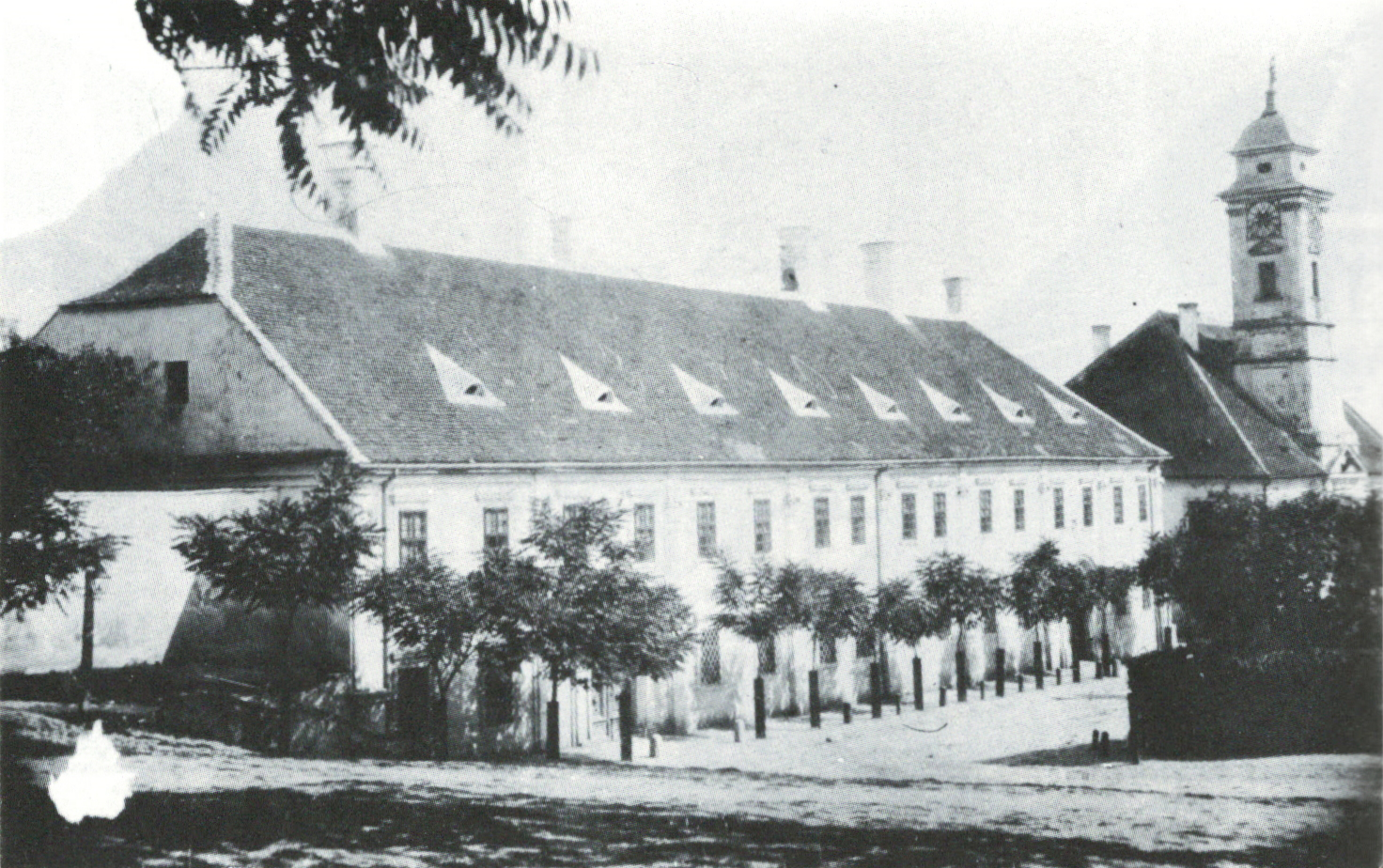
Panský dům v 90. letech 19. století

Dům dal postavit Jan z Kunovic v roce 1512 na místo původně zde stojícího měšťanského domu. Donutil jej k tomu chátrající stav jeho nedalekého hradu. V původní stavbě se mísily prvky gotiky a renesance. Dodnes se dochovaly portály v jižním průjezdu a místnosti za nimi spolu s arkádovým nádvořím.
V roce 1611 Uherský Brod koupili Kounicové. Měli řadu jiných sídel a Panský dům sloužil jen ke správním účelům. Barokní přístavba byla provedena na přelomu 17. a 18. století pro Dominika Ondřeje Kounice. Autorem projektu byl proslulý architekt Domenico Martinelli.
V pozdější době byl Panský dům upraven na byty. Po vymření rodu Kouniců jej spolu se zámkem roku 1922 koupilo město. Poslední komplexní rekonstrukce byla provedena v sedmdesátých letech 20. století.

## Současnost

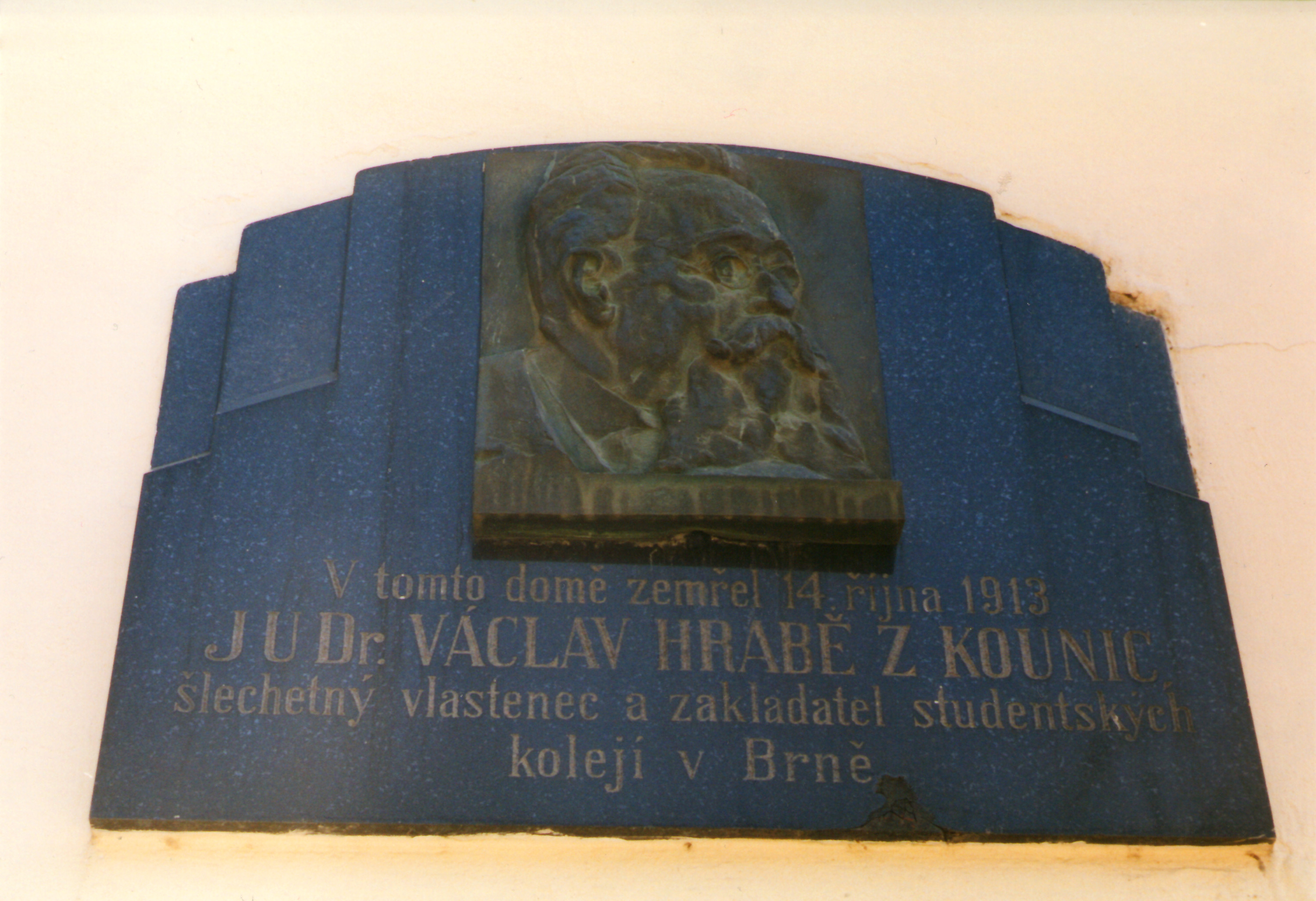
Pamětní deska hraběti Václavu Kounicovi

Panský dům v Kaunicově ulici číslo popisné 77 dnes slouží jako víceúčelová budova pro kulturní a společenské potřeby města, je jedním z jeho kulturních center. Nachází se zde obřadní síň, galerie (věnující velký prostor také umělcům z města a okolí), gotická kaple Kouniců, knihovna a základní umělecká škola. Je zde také vinárna a ve vnitřní zahradě letní kino.